# Neuferchau
Neuferchau is een plaats en voormalige gemeente in de Duitse deelstaat Saksen-Anhalt, en maakt deel uit van de Landkreis Altmarkkreis Salzwedel.
Neuferchau telt 427 inwoners.